# Fanny Ardant et moi
Pour les articles homonymes, voir Fanny Ardant et moi.
Clip vidéo
[vidéo] « Vincent Delerm - Fanny Ardant et moi (2002) », sur YouTube
Fanny Ardant et moi est une chanson française de l'auteur-compositeur-interprète Vincent Delerm, un de ses premiers succès, où il évoque une figure du cinéma français. 

## Historique de ce titre
C'est un de ses premiers succès, et ça reste un de ses tubes les plus célèbres qui a contribué à la notoriété de Vincent Delerm
C'est le premier single extrait de son premier album,  Vincent Delerm chez Tôt ou tard en 2002 (Victoire de l'album révélation de l'année aux Victoires de la musique, et prix Francis Lemarque du Grand prix Sacem 2003). Ce titre fait découvrir ce chanteur, et son univers, imprégné de cinéma.

## Thème
|              |  |                   |
| Fanny Ardant |  | et Vincent Delerm |

Vincent Delerm raconte avec cette chanson, et son style humoristique caractéristique (accompagné au piano stride, trompette, violon, et contrebasse) sa vie quotidienne imaginaire avec l'actrice Fanny Ardant : ils écoutent du chant grégorien, elle parle à peine et lui ne dit rien, sa photo, ou plutôt “elle”, est posée en noir et blanc sur une étagère, entre un bouquin d'Éric Holder, un chandelier Ikea blanc, et une carte postale de Maria, ils sont restés indépendants, et elle regarde le papier peint lorsqu'il passe une soirée avec Sylvain, elle ne dit plus Vivement dimanche ! depuis qu'il la traîne tous les week-end chez ses parents, ils évitent de parler des filles de Jussieu et de Gérard Depardieu, elle lui reproche de rentrer trop tard et de pas être la tout le temps... Ce ne sont pas des confessions sur sa vie privée mais une chanson sur une photo en noir et blanc de l'actrice, qui l'inspire.

## Album Vincent Delerm 2002
1. Fanny Ardant et Moi
2. La Vipère du Gabon
3. Châtenay-Malabry
4. Catégorie Bukowsky
5. Tes parents
6. Cosmopolitan
7. Slalom Géant
8. Le Monologue Shakespearien
9. Charlotte Carrington
10. Deauville Sans Trintignant
11. L'Heure du Thé